# Cattedrale di Mariestad
La cattedrale di Mariestad (in svedese: Mariestad domkyrka) è la cattedrale luterana di Mariestad, in Svezia. La chiesa è stata fino al 1646 sede della diocesi di Mariestad, prima che questa fosse incorporata nella diocesi di Karlstad. Oggi la chiesa si trova nella diocesi di Skara.

## Storia
La cattedrale fu fatta edificare dal futuro re Carlo IX di Svezia, in conflitto con il fratello Giovanni III di Svezia, tra il 1593 e il 1624, secondo i piani della chiesa di Santa Clara di Stoccolma. La chiesa di Stoccolma era stata fatta edificare da Giovanni III su progetto di Guillaume Boyen. La cattedrale è stata restaurata tra il 1903 e il 1905 da Folke Zettervall.